# Zala vármegyei labdarúgó-bajnokság (első osztály)
A Zala vármegyei első osztály a megyében zajló bajnokságok legmagasabb osztálya, országos szinten negyedosztálynak felel meg. A bajnokságot a megyei szövetség írja ki. A bajnok az NB III rájátszásban folytathatja.

## A 2022/2023-as szezon résztvevői
2021/2022-ben az alábbi csapatok szerepelnek a bajnokságban:
| Csapat                         | Település               |
| ------------------------------ | ----------------------- |
| Csesztregi KSE                 | Csesztreg               |
| Deák-Gizmó Murakeresztúr SE    | Murakeresztúr           |
| Flexibil-Top Zalakomár SE      | Zalakomár               |
| Horváth-Méh Kiskanizsai Sáskák | Kiskanizsa              |
| Hévíz SK                       | Hévíz                   |
| Kinizsi SK Gyenesdiás          | Gyenesdiás              |
| Lenti TE SE                    | Lenti                   |
| Magnetic Andráshida TE         | Zalaegerszeg-Andráshida |
| Semjénháza SE                  | Semjénháza              |
| Szepetnek SE                   | Szepetnek               |
| Tarr Andráshida SC             | Andráshida              |
| Technoroll-Teskánd KSE         | Teskánd                 |
| Zalalövői TK                   | Zalalövő                |
| Zalaszentgróti VFC             | Zalaszentgrót           |